# Высоконог
Высоконог (лат. Plica umbra) — вид ящериц семейства Tropiduridae. Красиво окрашенная, небольшая ящерица живущая на деревьях в тропических лесах Южной Америки (Чили, Аргентина, Парагвай и Уругвай). Отличается короткой, толстой головой с гребнем на затылке, растяжимым горловым мешком по обеим сторонам шеи, высокими ногами и тонким, длинным хвостом.

## Подвиды
- Plica umbra ochrocollaris (Spix, 1825)
- Plica umbra umbra[1]